# Suspect (Computerspiel)
Suspect ist ein Computerspiel der US-amerikanischen Firma Infocom aus dem Jahr 1984. Es gehört zum Genre der Textadventures.

## Handlung
Die Handlung im Stil einer Kriminalgeschichte spielt auf dem Anwesen Ashcroft Manor in der fiktiven Stadt Rappanoc im US-Bundesstaat Maryland. Der Spieler ist Reporter der Zeitung The Washington Representative und wird von der reichen Veronica Ashcroft-Wellman auf einen Halloween-Maskenball in ihrem Haus eingeladen. Kurze Zeit später ist die Gastgeberin tot und der Spieler wird des Mordes verdächtigt, da sich Teile seines Kostüms bei der Leiche finden. Er muss versuchen, seine Unschuld zu beweisen, und den Mörder – einen der anderen Gäste des Maskenballs – zu überführen.
Für die Lösung des Adventures besteht ein Zeitlimit. Nach dem Auftauchen der herbeigerufenen Polizei muss der Spieler den die Ermittlungen leitenden Sergeant Duffy mit ersten ihn entlastenden Beweisen davon abhalten, ihn sofort zu verhaften. Danach hat der Spieler wieder genug Zeit, aussagekräftige Beweise zu finden und Sergeant Duffy schließlich auf den tatsächlichen Täter hinzuweisen.

## Spielprinzip und Technik
Suspect ist ein Textadventure, es verfügt weder über Grafik noch über Sound. Das Spiel stellt die jeweilige Spielumgebung sowie das Geschehen in Textform dar, die Visualisierung obliegt der Fantasie des Spielers. Das Spiel findet wie bei einem Pen-&-Paper-Rollenspiel zugweise statt. Der Spieler gibt einen Zug als Befehl in natürlicher Sprache ein, wobei er auf die Spielumgebung, computergesteuerte Spielfiguren („NPCs“) oder mit sich geführte Gegenstände („Inventar“) Bezug nimmt. Das Herzstück des Spiels, der Parser, wertet wie der Spielleiter bei einem Pen-&-Paper-Rollenspiel die Eingabe aus, modelliert gegebenenfalls die Spielwelt um, teilt dem Spieler in Textform mit, was sein Zug bewirkt hat. Auf diese Weise kann der Spieler die Spielwelt erforschen, Rätsel lösen und dadurch die Handlung vorantreiben, wobei durch das Lösen bestimmter Rätsel weitere Areale der Spielwelt freigeschaltet werden. 

## Entwicklungs- und Veröffentlichungsgeschichte
Technisch wurde Suspect auf Basis der Z-machine entwickelt und für die Heimcomputer Amstrad PCW, Apple II, Atari-8-Bit, Atari ST, Commodore 64, Commodore Amiga, Commodore Plus/4, Schneider CPC und TI-99/4A sowie PCs mit den Betriebssystemen Mac OS und MS-DOS umgesetzt. Die Packungsbeilagen des Spiels enthalten mehrere für die Spiellösung nützliche Gegenstände, zum Beispiel einen Zeitungsbericht über den jährlichen Maskenball auf Ashcroft Manor, die Einladungskarte und die Quittung eines Kostümverleihs. Entwickler des Spiels ist Dave Lebling, der für Infocom auch die ersten drei Zork-Spiele (als Co-Autor), Starcross, Spellbreaker und Shogun schrieb.
Die erstmalige Präsentation des Spiels für ein Fachpublikum erfolgte in während einer von Infocom ausgerichteten Party in einem Herrenhaus in Chicago im Rahmen der Consumer Electronics Show 1984.
2019 wurde der Quelltext des Spiels auf dem Software-Entwicklungs-Repository GitHub veröffentlicht.

## Rezeption

### Zeitgenössische Rezensionen
Die deutsche Happy Computer sah einen abwechslungsreichen und interessanten Spielverlauf. Das Magazin lobte, die Texte hätten die literarische Qualität von Büchern, und man habe beim Spiel „den Eindruck, Teil eines gut geschriebenen Kriminalromans zu sein“. Kritisiert wurden, das man auf bestimmte Events des Spiels warten müsse.
Für die US-amerikanische Computer Gaming World hob Adventure-Redakteurin „Scorpia“ hervor, dass Suspect von allen Adventures die höchste Bewegungsautonomie bei NPCs aufweise. Teilweise verliere man sich darin, harmlose NPCs auf die Toilette zu verfolgen.

### Retrospektiven
In einer Untersuchung zur Computerspielgeschichte und -theorie aus dem Jahr 2006 wurde die Eigenständigkeit der NPCs – ein wesentliches Merkmal von "Suspect" – ambivalent gesehen: Einerseits werde der Spielverlauf dadurch abwechslungsreicher, andererseits werde die Interaktion des Spielers mit den Nicht-Spieler-Charakteren durch deren unvorhersehbares Verhalten auch erschwert. Zudem stünden wegen der begrenzten Hardwaremöglichkeiten in den 1980er-Jahren nur eingeschränkte Dialogoptionen zur Verfügung. Nick Montfort, Professor für Digitale Medien am MIT, urteilte, Suspect hätte trotz der spektakulären Vorstellungsparty „wenig dafür getan, das Krimigenre innerhalb der Interactive Fiction wiederzubeleben“.